# Jarochna Dąbrowska-Burkhardt
Jarochna Ewa Dąbrowska-Burkhardt – polska językoznawczyni, dr hab. nauk humanistycznych.

## Życiorys
W 1992 ukończyła studia z zakresu filologii germańskiej w Wyższej Szkole Pedagogicznej im. Tadeusza Kotarbińskiego w Zielonej Górze. Obroniła pracę doktorską, 16 października 2014 habilitowała się na podstawie pracy zatytułowanej Die gesamteuropäischen Verfassungsprojekte im transnationalen Diskurs. Eine kontrastive linguistische Analyse der deutschen und polnischen Berichterstattung.
Objęła stanowisko profesora nadzwyczajnego w Instytucie Filologii Germańskiej na  Wydziale Humanistycznym Uniwersytetu Zielonogórskiego.